# Travanca de Lagos
Travanca de Lagos é uma povoação  portuguesa sede da Freguesia de Travanca de Lagos do Município de Oliveira do Hospital, freguesia com 15,83 km² de área e 1124 habitantes (censo de 2021), tendo, por isso, uma densidade populacional de 71 hab./km².

## Demografia
A população registada nos censos foi:
| Distribuição da População por Grupos Etários | Distribuição da População por Grupos Etários | Distribuição da População por Grupos Etários | Distribuição da População por Grupos Etários | Distribuição da População por Grupos Etários |
| -------------------------------------------- | -------------------------------------------- | -------------------------------------------- | -------------------------------------------- | -------------------------------------------- |
| Ano                                          | 0-14 Anos                                    | 15-24 Anos                                   | 25-64 Anos                                   | > 65 Anos                                    |
| 2001                                         | 206                                          | 221                                          | 705                                          | 316                                          |
| 2011                                         | 177                                          | 131                                          | 696                                          | 292                                          |
| 2021                                         | 108                                          | 112                                          | 578                                          | 326                                          |

## Lugares
Além da sede, a freguesia é composta pelos lugares de Andorinha, Negrelos e Adarnela.

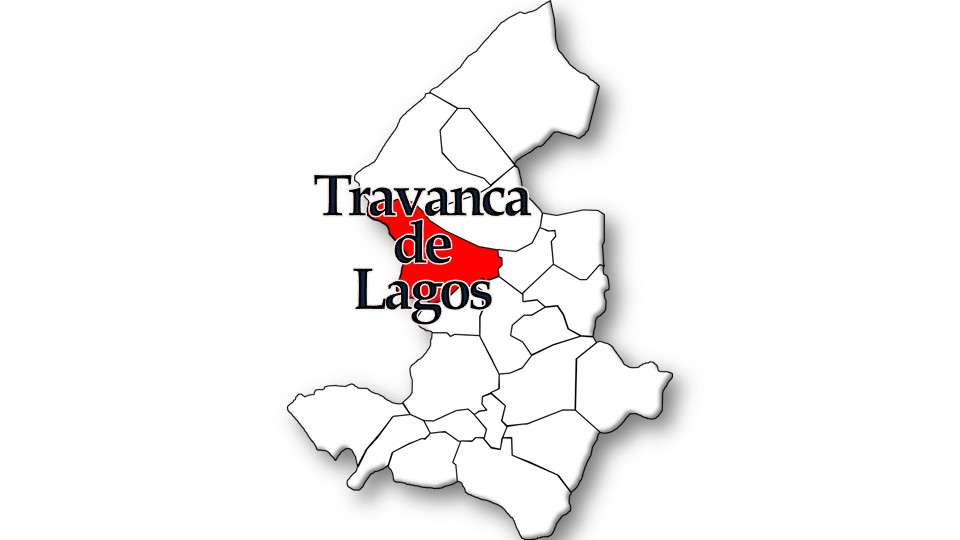
Localização da freguesia no Município de Oliveira do Hospital

## Património
- Igreja de Travanca de Lagos
- Capelas (no lugar de Negrelos) e da Nossa Senhora da Expectação
- Capelas de Santo António (duas) e de Santa Marinha
- Cruzeiro
- Edifício da junta de freguesia
- Casas antigas
- Lagar
- Trecho do rio Cobral
- Grutas da Mata do Búzio
- Forno comunitário (Forno do Senhor)[5]
- Alminhas de Travanca dos Lagos
- Cruzeiro de Andorinha

## Equipamentos sociais
- Centro de acolhimento temporário de Travanca de Lagos;
- Casa da Criança Sara Beirão;
- Lar Sara Beirão;
- Centro Social de Travanca de Lagos;
- Jardim de Infância de Travanca de Lagos.

## Associações
- Liga de Iniciativa e Melhoramentos de Travanca de Lagos